# Casein

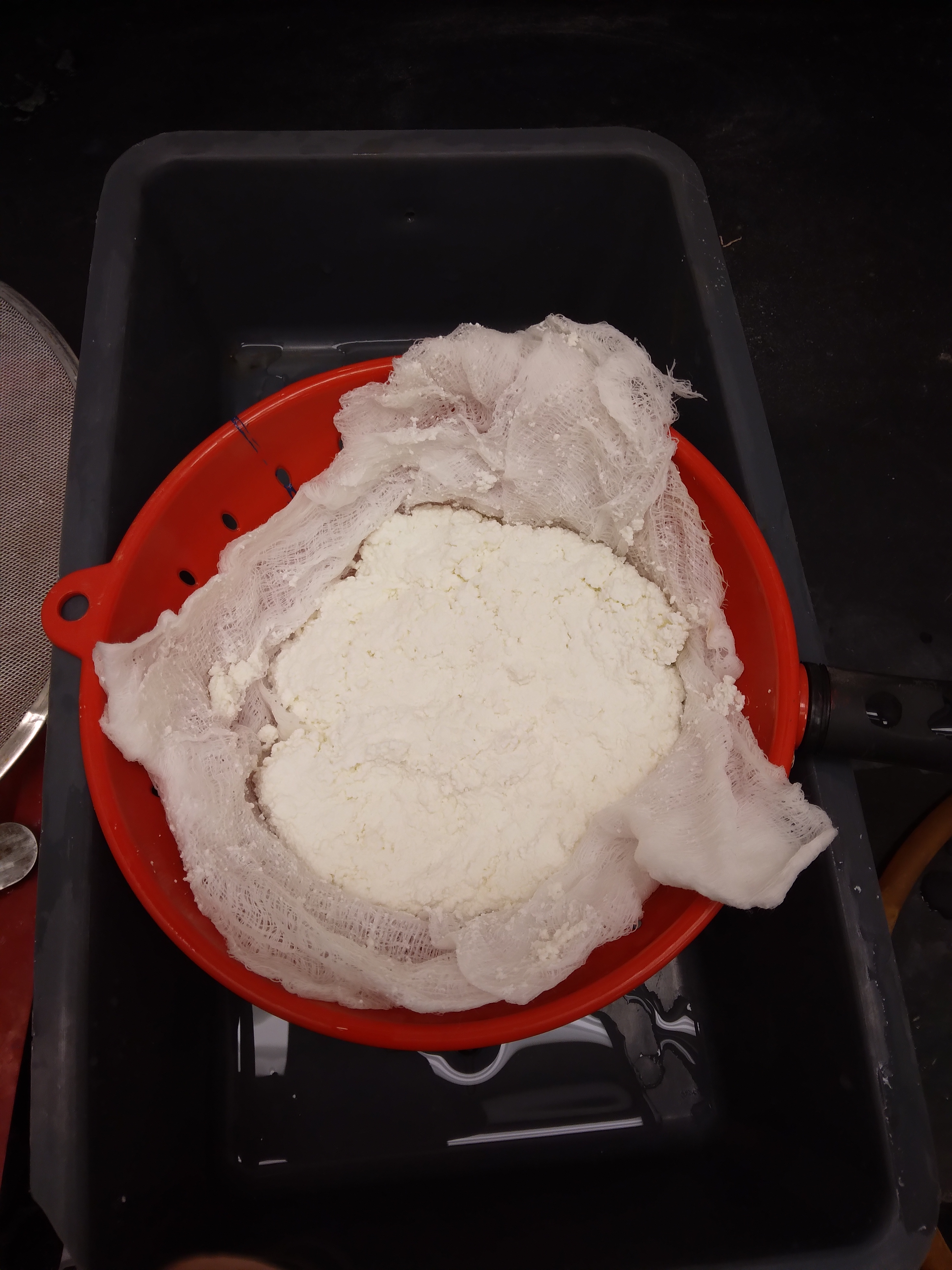
Một sản phẩm Casein (đạm sữa)

Casein (xuất phát từ tiếng Latin Caseus có nghĩa là phô mai) là một họ các phosphoprotein liên quan (αS1, aS2, β, κ) thường được tìm thấy trong sữa của các loài thú, bao gồm khoảng 80% protein trong sữa bò và từ 20% đến 60% protein trong sữa mẹ. Sữa cừu và sữa bò có hàm lượng casein cao hơn các loại sữa khác, trong khi sữa mẹ có hàm lượng casein đặc biệt thấp. Casein là chất nhũ hóa chính trong sữa, nghĩa là nó giúp trộn dầu, chất béo và nước trong sữa. Casein có nhiều công dụng khác nhau, từ việc là thành phần chính của phô mai đến việc sử dụng làm phụ gia thực phẩm. Dạng phổ biến nhất của casein là natri caseinate (trước đây gọi là nutrose), đây là chất nhũ hóa rất hiệu quả. Casein được tiết vào sữa từ các tế bào vú dưới dạng micelle casein dạng keo, một loại ngưng tụ phân tử sinh học. 
Là một nguồn thực phẩm (chế phẩm sữa), casein cung cấp axit amin, carbohydrate và hai nguyên tố thiết yếu là canxi và phốt pho. Sản phẩm casein là một loại protein từ sữa có khả năng tiêu hóa chậm mà mọi người thường dùng để bổ sung trong chế độ dinh dưỡng hàng ngày. Trong sữa động vật và phô mai có hàm lượng dinh dưỡng cao và chứa nhiều axit amin cần thiết cho cơ thể. Casein thường được dùng để bổ sung cho cơ thể giúp tăng cơ bắp. Ở dạng tinh khiết nhất, casein là chất rắn màu trắng, không có mùi vị. Casein giải phóng axit amin từ từ, vì vậy thường được bổ sung trước khi đi ngủ để giúp phục hồi và giảm sự cố cơ trong khi ngủ. Casein được xử lý nhiệt đã được chứng minh là dễ gây dị ứng hơn và khó tiêu hơn khi cho trẻ sơ sinh ăn. Việc bổ sung enzym protease đã được chứng minh là giúp những người không dung nạp casein tiêu hóa protein với phản ứng phụ tối thiểu.
Casein chứa một số lượng lớn các axit amin proline cản trở sự hình thành các mô típ cấu trúc thứ cấp phổ biến của protein. Ngoài ra, không có cầu nối disulfide do đó, nó có tương đối ít cấu trúc bậc ba. Nó tương đối kỵ nước, khiến nó khó tan trong nước. Nó được tìm thấy trong sữa dưới dạng huyền phù các hạt, được gọi là micelle casein, chỉ có sự tương đồng hạn chế với các micelle loại chất hoạt động bề mặt theo nghĩa là các phần ưa nước nằm trên bề mặt và chúng có hình cầu. Tuy nhiên, hoàn toàn trái ngược với các micelle chất hoạt động bề mặt, phần bên trong của micelle casein có độ ngậm nước cao. Các casein trong micelle được giữ lại với nhau bằng các ion canxi và các tương tác kỵ nước. Bất kỳ mô hình phân tử nào trong số một số mô hình phân tử có thể giải thích cho cấu hình đặc biệt của casein trong các micelle, nhân micellar được hình thành bởi một số tiểu micelle, ngoại vi bao gồm các vi nhung mao của κ-casein. Protein casein có tiềm năng sử dụng làm vật liệu nano do chúng có nguồn gốc dễ kiếm (từ sữa) và có xu hướng tự lắp ráp thành các sợi amyloid. Các hợp chất có nguồn gốc từ casein được sử dụng trong các sản phẩm tái khoáng hóa răng (tooth remineralization) để ổn định canxi phosphat vô định hình (ACP) và giải phóng ACP lên bề mặt răng từ đó có thể tạo điều kiện cho quá trình tái khoáng hóa.